# Володимир Ковалик
Володимир Ковалик (хресне ім'я Григорій; 20 вересня 1910, Золочів — 6 квітня 1992, Червоноград) — український церковний діяч, священник УГКЦ, василіянин, душпастир у Галичині, Аргентині і США, педагог, письменник.

## Життєпис
Григорій Ковалик народився 20 вересня 1910 в Золочеві в сім'ї Василя й Анни з роду Словіцьких. Закінчив народну школу ім. Маркіяна Шашкевича в Золочеві, чотири класи Золочівської гімназії і Місійний інститут ім. св. Йосафата в Бучачі. 4 вересня 1927 року вступив до Василіянського Чину на новіціят у Крехівський монастир, на облечинах отримав чернече ім'я Володимир. Перші черенчі обіти склав 28 квітня 1929 року, а вічні обіти — 9 квітня 1933 року. Навчався в студійних монастирях Чину: 2-й рік гуманістики і риторика в Лаврові (1929—1931), філософію в Добромилі (1931—1933), богослов'я в Кристинополі (1933—1935) і Жовкві (1935—1936). Священничі свячення отримав 21 травня 1936 року з рук єпископа Йосафата Коциловського, ЧСВВ. У 1936—1938 роках доповнював богослов'я в Папському Григоріянському університет в Римі, де здобув ліценціят з богослов'я. Повернувшись в Україну, був професором філософії василіянських студентів і душпастирем у Кристинополі (1938-43), а з 1943 до 1946 року — ігуменом монастиря св. Юрія в Кристинополі. У 1946 році виїхав до Рима і вписався на докторські студії до Папського Григоріянського університету, де наступного року здобув докторський ступінь з богослов'я за тезу про еклезіологію Теофана Прокоповича «Ecclesiologia Theophanis Prokopovyč; influxus protestantismi» (захист 28 червня 1947).
У вересні 1947 року прибув до Буенос-Айреса (Аргентина). Коли наступного року в Аргентині була заснована василіянська місто-провінція, то о. Володимир Ковалик став першим місто-протоігуменом (1948—1953). Того ж року (1948) він започаткував у Буенос-Айресі видання релігійно-суспільного місячника «Життя» і довгі роки був його редактором, був також провідником реколекцій, місій, товариств: Святого Володимира, Марійської Дружини, Апостольства Молитви, Христового Лицарства, курсів українознавства, «Обнови». У Буенос-Айресі о. Володимир працював до 1953 року, коли виїхав до Рима на Генеральну капітулу, під час якої отримав призначення на генерального економа Василіянського Чину. У римському домі Генеральної Управи, на площі Мадонна деі Монті 3, був настоятелем дому і професором василіянських богословів, котрі навчалися в Римі. У 1953—1954 роках очолював український відділ Радіо Ватикану.
1955 році зрікся економства і повернувся до Аргентини, де в Апостолес став магістром новіціяту, обслуговував колонії, організував школу народну й середню, збудував церкву на Консепсьйон. У 1965 році виїхав до США і працював у Нью-Йорку при парафії св. Юра, де давав реколекції й місії для народу та молоді, дописуючи до різних газет і журналів. У 1969 році повернувся до Аргентини і працював у Апостолес до 1983 року, а відтак — у Беріссо аж до свого виїзду в незалежну Україну (в червні 1991), куди зголосився сам, щоб там бути професором для студентів-василіян.
Помер 6 квітня 1992 року в Червонограді, похований на цвинтарі с. Бендюга.

## Публікації
- «Ecclesiologia Theophanis Prokopovyč, influxus protestantismi: Dissertatio ad Lauream» (Рим 1947)
- «В обороні християнства» (Додаток до «Життя»)
- «Обнова любови: Науки на восьмиденні духовні вправи, на основі навчання св. Василія Великого» (Буенос-Айрес 1959)
- «За що мене б'єш?» Переповів Т. Е. (о. ЧСВВ) (серія: Слово Доброго Пастиря, рік 1. ч. 9, Нью-Йорк 1950)
- «Мати Св. Єдности: Про Енцикліку Святішого Отця Пія ХІІ» (серія: Слово Доброго Пастиря, рік 5, ч. 5-6, США 1954)
- «Масонерія: Руїна віри і народів [Архівовано 21 липня 2021 у Wayback Machine.]» (2-ге вид., Аргентина-Бразилія-США 1968)
- «Наші сучасні проблеми: Причинок до звеличення св. Йосафата, ЧСВВ, у 100-річчя його канонізації» (Нью-Йорк 1969)
- «Містопровінція Непорочного Зачаття П. Д. М. в Арґентині [Архівовано 27 червня 2021 у Wayback Machine.]» // Записки ЧСВВ, Т. ХІ. — Рим 1982. — С. 294—307.
- «Василіяни в Арґентині [Архівовано 21 липня 2021 у Wayback Machine.]» (Буенос-Айрес 1988)